# World Rugby Women’s Sevens Series (2019/2020)
World Rugby Women’s Sevens Series (2019/2020) (od nazwy sponsora, HSBC – HSBC Women’s World Rugby Sevens Series) – ósma edycja World Rugby Women’s Sevens Series, organizowanej przez World Rugby corocznej serii turniejów dla żeńskich reprezentacji narodowych w rugby 7.
W marcu 2019 roku World Rugby ogłosił, że sezon zostanie rozszerzony i będzie się składać z ośmiu turniejów – w Glendale, Dubaju, Kapsztadzie, Hamilton, Sydney, Hongkongu, Langford i Paryżu – rozegranych w okresie od października 2019 do maja 2020 roku. Sześć z nich odbyło się łącznie z turniejami męskimi, jedynie północnoamerykańskie stanowiły odrębne zawody, a w porównaniu do poprzedniego sezonu z harmonogramu wypadł z uwagi na LIO 2020 turniej w Japonii, pojawiły się natomiast łączone zawody w RPA, Nowej Zelandii i Hongkongu. Szczegółowy harmonogram opublikowano na początku sierpnia 2019 roku. Liczbę drużyn w każdym z turniejów ustalono na dwanaście, z których jedenaście brało udział we wszystkich zawodach sezonu, dwunasty uczestnik był zaś ogłaszany przez każdymi zawodami.
Kontynuując dobrą passę z końca poprzedniej edycji najlepiej w sezon weszły reprezentantki Stanów Zjednoczonych zwyciężając w Glendale i – jako trzeci zespół w historii cyklu – dwa turnieje z rzędu. Dalsza część sezonu należała jednak do broniących tytułu Nowozelandek, które zwyciężyły w kolejnych czterech zawodach pokonując w finałach trzykrotnie Kanadę (w Dubaju, Hamilton i Sydney) i raz Australię (w Kapsztadzie). W związku z szerzeniem się zakażeń wirusem SARS-CoV-2 World Rugby przeniosła z kwietnia na październik tego roku męskie i żeńskie turnieje w Hongkongu, jak również singapurskie męskie zawody. Pod koniec czerwca 2020 roku ogłoszono, że pozostające do rozegrania trzy rundy zostaną jednak odwołane, a klasyfikacja po pięciu turniejach zostanie uznana za ostateczną, co oznaczało przyznanie tytułu dominującym w sezonie Nowozelandkom. Kolejne dwie reprezentacje – Australia i Kanada – zakończyły rywalizację z taką samą liczbą punktów, na drugiej lokacie uplasowały się Australijki, pomimo mniejszej liczby miejsc na podium i słabszego bilansu bezpośrednich spotkań z północnoamerykańską drużyną, miały jednak lepszy bilans punktów zdobytych i straconych w trakcie całego sezonu. Czwartą pozycję w klasyfikacji generalnej zajęły prezentujące równą formę Francuzki, zaś piątą Amerykanki, które po świetnym początku sezonu w każdym kolejnym turnieju zajmowały coraz niższe pozycje. Czołowa piątka odstawała jednak poziomem od pozostałych dziewięciu uczestniczących zespołów, których żaden nie awansował do półfinałów któregokolwiek z zawodów. Ze względu na fakt, iż zaplanowane na koniec marca 2020 roku w Stellenbosch kwalifikacje do kolejnego sezonu ostatecznie się nie odbyły, miejsce w gronie elity zachowała Brazylia.
Najwięcej punktów w sezonie zdobyła reprezentantka USA Alev Kelter, zaś w klasyfikacji przyłożeń zwyciężyła Nowozelandka Stacey Fluhler. Ta druga otrzymała także Impact Player Series Award dla zawodniczki, która uzyskała największą w sezonie liczbę punktów za szarże w obronie, przełamania linii obronnej przeciwnika, ponadtrzymetrowe ataki z piłką w ręku oraz jej oddania "na kontakcie". Została także wybrana do najlepszej siódemki sezonu, znalazły się tam również Brittany Benn, Sharni Williams, Ruby Tui, Ghislaine Landry, Tyla Nathan-Wong i Kristi Kirshe.
Panel sędziowski, podobnie jak w poprzednich pięciu sezonach, składał się z kobiet uzupełnionych o dwóch mężczyzn, dołączyła do nich następnie była reprezentantka Nowej Zelandii Selica Winiata. Podpisawszy nową, czteroletnią umowę, sponsorem tytularnym cyklu, tak jak w przypadku zawodów męskich, był HSBC.

## System rozgrywek
Podobnie jak w przypadku męskich rozgrywek zwycięzcą cyklu zostanie zespół, który podczas całego sezonu zdobędzie najwięcej punktów przyznawanych za zajęcie poszczególnych miejsc w każdym turnieju. Każde z zawodów gromadzą dwanaście reprezentacji, z których jedenaście jest stałymi uczestnikami cyklu (core teams), a ostatni uczestnik będzie ogłaszany przed poszczególnymi turniejami. Status core teams otrzymała najlepsza dziesiątka poprzedniego sezonu (Anglia, Australia, Fidżi, Francja, Hiszpania, Irlandia, Kanada, Nowa Zelandia, Rosja i USA), jedno miejsce zarezerwowano dla triumfatora turnieju kwalifikacyjnego, a wywalczyła je Brazylia.
Przystępujące do turnieju reprezentacje mogą liczyć maksymalnie dwanaście zawodniczek. W fazie grupowej spotkania toczone są bez ewentualnej dogrywki, za zwycięstwo, remis i porażkę przysługuje odpowiednio trzy, dwa i jeden punkt, brak punktów natomiast za nieprzystąpienie do meczu. Po jej zakończeniu ustalany jest ranking – pierwsze osiem zespołów awansuje do ćwierćfinałów, pozostała czwórka walczy zaś o Bowl. W przypadku tej samej liczby punktów ich lokaty są ustalane kolejno na podstawie:
1. wyniku meczów pomiędzy zainteresowanymi drużynami;
2. lepszego bilansu punktów zdobytych i straconych;
3. lepszego bilansu przyłożeń zdobytych i straconych;
4. większej liczby zdobytych punktów;
5. większej liczby zdobytych przyłożeń;
6. rzutu monetą.

W przypadku remisu w fazie pucharowej, organizowana jest dogrywka składająca się z dwóch pięciominutowych części, z uwzględnieniem reguły nagłej śmierci. Jedynie mecz finałowy składa się z dwóch dziesięciominutowych części, w pozostałych zaś spotkaniach połowa meczu obejmuje siedem minut.
Za zajęcie poszczególnych miejsc w każdym z turniejów przyznawane są punkty liczone do klasyfikacji generalnej:
| Miejsce | Punktacja |
| ------- | --------- |
| 1       | 20        |
| 2       | 18        |
| 3       | 16        |
| 4       | 14        |
| 5       | 12        |
| 6       | 10        |
| 7       | 8         |
| 8       | 6         |
| 9       | 4         |
| 10      | 3         |
| 11      | 2         |
| 12      | 1         |

W przypadku tej samej liczby punktów w klasyfikacji generalnej lokaty zainteresowanych drużyn są ustalane kolejno na podstawie:
1. lepszego bilansu punktów zdobytych i straconych;
2. większej liczby zdobytych przyłożeń;
3. drużyny są klasyfikowane ex aequo.

## Turnieje
| Miejsce | Reprezentacja     |
| ------- | ----------------- |
| 1       | Stany Zjednoczone |
| 2       | Australia         |
| 3       | Nowa Zelandia     |
| 4       | Francja           |
| 5       | Hiszpania         |
| 6       | Kanada            |
| 7       | Rosja             |
| 8       | Irlandia          |
| 9       | Anglia            |
| 10      | Japonia           |
| 11      | Fidżi             |
| 12      | Brazylia          |

|  |                     |                   |                   |                     |    |           |           |       |
|  | Półfinały           | Półfinały         | Półfinały         |                     |    | Finał     | Finał     | Finał |
|  | Półfinały           | Półfinały         | Półfinały         |                     |    | Finał     | Finał     | Finał |
|  | 6 października 2019 |                   |                   |                     |    |           |           |       |
|  |                     |                   |                   |                     |    |           |           |       |
|  | Francja             | Francja           | 0                 |                     |    |           |           |       |
|  | Francja             | Francja           | 0                 | 6 października 2019 |    |           |           |       |
|  | Australia           | Australia         | 40                |                     |    |           |           |       |
|  | Australia           | Australia         | 40                |                     |    | Australia | Australia | 7     |
|  | 6 października 2019 |                   |                   |                     |    | Australia | Australia | 7     |
|  |                     |                   | Stany Zjednoczone | Stany Zjednoczone   | 26 |           |           |       |
|  | Stany Zjednoczone   | Stany Zjednoczone | Stany Zjednoczone | Stany Zjednoczone   | 26 | 19        |           |       |
|  | Stany Zjednoczone   | Stany Zjednoczone |                   |                     |    |           |           |       |
|  | Nowa Zelandia       | Nowa Zelandia     | 17                |                     |    |           |           |       |
|  | Nowa Zelandia       | Nowa Zelandia     | 17                | Mecz o 3. miejsce   |    |           |           |       |
|  |                     |                   |                   |                     |    |           |           |       |
|  | 6 października 2019 |                   |                   |                     |    |           |           |       |
|  |                     |                   |                   |                     |    |           |           |       |
|  | Francja             | Francja           | 14                |                     |    |           |           |       |
|  | Francja             | Francja           | 14                |                     |    |           |           |       |
|  | Nowa Zelandia       | Nowa Zelandia     | 31                |                     |    |           |           |       |
|  | Nowa Zelandia       | Nowa Zelandia     | 31                |                     |    |           |           |       |

| Miejsce | Reprezentacja     |
| ------- | ----------------- |
| 1       | Nowa Zelandia     |
| 2       | Kanada            |
| 3       | Stany Zjednoczone |
| 4       | Australia         |
| 5       | Francja           |
| 6       | Rosja             |
| 7       | Fidżi             |
| 8       | Hiszpania         |
| 9       | Anglia            |
| 10      | Irlandia          |
| 11      | Brazylia          |
| 12      | Japonia           |

|  |                   |                   |               |                   |    |        |        |       |
|  | Półfinały         | Półfinały         | Półfinały     |                   |    | Finał  | Finał  | Finał |
|  | Półfinały         | Półfinały         | Półfinały     |                   |    | Finał  | Finał  | Finał |
|  | 7 grudnia 2019    |                   |               |                   |    |        |        |       |
|  |                   |                   |               |                   |    |        |        |       |
|  | Australia         | Australia         | 12            |                   |    |        |        |       |
|  | Australia         | Australia         | 12            | 7 grudnia 2019    |    |        |        |       |
|  | Kanada            | Kanada            | 26            |                   |    |        |        |       |
|  | Kanada            | Kanada            | 26            |                   |    | Kanada | Kanada | 14    |
|  | 7 grudnia 2019    |                   |               |                   |    | Kanada | Kanada | 14    |
|  |                   |                   | Nowa Zelandia | Nowa Zelandia     | 17 |        |        |       |
|  | Nowa Zelandia     | Nowa Zelandia     | Nowa Zelandia | Nowa Zelandia     | 17 | 24     |        |       |
|  | Nowa Zelandia     | Nowa Zelandia     |               |                   |    |        |        |       |
|  | Stany Zjednoczone | Stany Zjednoczone | 7             |                   |    |        |        |       |
|  | Stany Zjednoczone | Stany Zjednoczone | 7             | Mecz o 3. miejsce |    |        |        |       |
|  |                   |                   |               |                   |    |        |        |       |
|  | 7 grudnia 2019    |                   |               |                   |    |        |        |       |
|  |                   |                   |               |                   |    |        |        |       |
|  | Australia         | Australia         | 7             |                   |    |        |        |       |
|  | Australia         | Australia         | 7             |                   |    |        |        |       |
|  | Stany Zjednoczone | Stany Zjednoczone | 24            |                   |    |        |        |       |
|  | Stany Zjednoczone | Stany Zjednoczone | 24            |                   |    |        |        |       |

| Miejsce | Reprezentacja     |
| ------- | ----------------- |
| 1       | Nowa Zelandia     |
| 2       | Australia         |
| 3       | Kanada            |
| 4       | Francja           |
| 5       | Stany Zjednoczone |
| 6       | Fidżi             |
| 7       | Anglia            |
| 8       | Rosja             |
| 9       | Hiszpania         |
| 10      | Południowa Afryka |
| 11      | Irlandia          |
| 12      | Brazylia          |

|  |                 |               |               |                   |    |           |           |       |
|  | Półfinały       | Półfinały     | Półfinały     |                   |    | Finał     | Finał     | Finał |
|  | Półfinały       | Półfinały     | Półfinały     |                   |    | Finał     | Finał     | Finał |
|  | 15 grudnia 2019 |               |               |                   |    |           |           |       |
|  |                 |               |               |                   |    |           |           |       |
|  | Francja         | Francja       | 19            |                   |    |           |           |       |
|  | Francja         | Francja       | 19            | 15 grudnia 2019   |    |           |           |       |
|  | Australia       | Australia     | 24            |                   |    |           |           |       |
|  | Australia       | Australia     | 24            |                   |    | Australia | Australia | 7     |
|  | 15 grudnia 2019 |               |               |                   |    | Australia | Australia | 7     |
|  |                 |               | Nowa Zelandia | Nowa Zelandia     | 17 |           |           |       |
|  | Kanada          | Kanada        | Nowa Zelandia | Nowa Zelandia     | 17 | 5         |           |       |
|  | Kanada          | Kanada        |               |                   |    |           |           |       |
|  | Nowa Zelandia   | Nowa Zelandia | 15            |                   |    |           |           |       |
|  | Nowa Zelandia   | Nowa Zelandia | 15            | Mecz o 3. miejsce |    |           |           |       |
|  |                 |               |               |                   |    |           |           |       |
|  | 15 grudnia 2019 |               |               |                   |    |           |           |       |
|  |                 |               |               |                   |    |           |           |       |
|  | Francja         | Francja       | 17            |                   |    |           |           |       |
|  | Francja         | Francja       | 17            |                   |    |           |           |       |
|  | Kanada          | Kanada        | 22            |                   |    |           |           |       |
|  | Kanada          | Kanada        | 22            |                   |    |           |           |       |

| Miejsce | Reprezentacja     |
| ------- | ----------------- |
| 1       | Nowa Zelandia     |
| 2       | Kanada            |
| 3       | Francja           |
| 4       | Australia         |
| 5       | Stany Zjednoczone |
| 6       | Anglia            |
| 7       | Rosja             |
| 8       | Fidżi             |
| 9       | Chiny             |
| 10      | Hiszpania         |
| 11      | Irlandia          |
| 12      | Brazylia          |

|  |                  |               |               |                   |    |        |        |       |
|  | Półfinały        | Półfinały     | Półfinały     |                   |    | Finał  | Finał  | Finał |
|  | Półfinały        | Półfinały     | Półfinały     |                   |    | Finał  | Finał  | Finał |
|  | 26 stycznia 2020 |               |               |                   |    |        |        |       |
|  |                  |               |               |                   |    |        |        |       |
|  | Australia        | Australia     | 19            |                   |    |        |        |       |
|  | Australia        | Australia     | 19            | 26 stycznia 2020  |    |        |        |       |
|  | Kanada           | Kanada        | 28            |                   |    |        |        |       |
|  | Kanada           | Kanada        | 28            |                   |    | Kanada | Kanada | 7     |
|  | 26 stycznia 2020 |               |               |                   |    | Kanada | Kanada | 7     |
|  |                  |               | Nowa Zelandia | Nowa Zelandia     | 24 |        |        |       |
|  | Nowa Zelandia    | Nowa Zelandia | Nowa Zelandia | Nowa Zelandia     | 24 | 19     |        |       |
|  | Nowa Zelandia    | Nowa Zelandia |               |                   |    |        |        |       |
|  | Francja          | Francja       | 7             |                   |    |        |        |       |
|  | Francja          | Francja       | 7             | Mecz o 3. miejsce |    |        |        |       |
|  |                  |               |               |                   |    |        |        |       |
|  | 26 stycznia 2020 |               |               |                   |    |        |        |       |
|  |                  |               |               |                   |    |        |        |       |
|  | Australia        | Australia     | 14            |                   |    |        |        |       |
|  | Australia        | Australia     | 14            |                   |    |        |        |       |
|  | Francja          | Francja       | 19            |                   |    |        |        |       |
|  | Francja          | Francja       | 19            |                   |    |        |        |       |

| Miejsce | Reprezentacja     |
| ------- | ----------------- |
| 1       | Nowa Zelandia     |
| 2       | Kanada            |
| 3       | Australia         |
| 4       | Francja           |
| 5       | Fidżi             |
| 6       | Anglia            |
| 7       | Rosja             |
| 8       | Stany Zjednoczone |
| 9       | Japonia           |
| 10      | Hiszpania         |
| 11      | Irlandia          |
| 12      | Brazylia          |

|  |               |               |               |                   |    |        |        |       |
|  | Półfinały     | Półfinały     | Półfinały     |                   |    | Finał  | Finał  | Finał |
|  | Półfinały     | Półfinały     | Półfinały     |                   |    | Finał  | Finał  | Finał |
|  | 2 lutego 2020 |               |               |                   |    |        |        |       |
|  |               |               |               |                   |    |        |        |       |
|  | Kanada        | Kanada        | 34            |                   |    |        |        |       |
|  | Kanada        | Kanada        | 34            | 2 lutego 2020     |    |        |        |       |
|  | Australia     | Australia     | 0             |                   |    |        |        |       |
|  | Australia     | Australia     | 0             |                   |    | Kanada | Kanada | 7     |
|  | 2 lutego 2020 |               |               |                   |    | Kanada | Kanada | 7     |
|  |               |               | Nowa Zelandia | Nowa Zelandia     | 33 |        |        |       |
|  | Nowa Zelandia | Nowa Zelandia | Nowa Zelandia | Nowa Zelandia     | 33 | 24     |        |       |
|  | Nowa Zelandia | Nowa Zelandia |               |                   |    |        |        |       |
|  | Francja       | Francja       | 7             |                   |    |        |        |       |
|  | Francja       | Francja       | 7             | Mecz o 3. miejsce |    |        |        |       |
|  |               |               |               |                   |    |        |        |       |
|  | 2 lutego 2020 |               |               |                   |    |        |        |       |
|  |               |               |               |                   |    |        |        |       |
|  | Australia     | Australia     | 12            |                   |    |        |        |       |
|  | Australia     | Australia     | 12            |                   |    |        |        |       |
|  | Francja       | Francja       | 10            |                   |    |        |        |       |
|  | Francja       | Francja       | 10            |                   |    |        |        |       |

## Klasyfikacja generalna[35]
| Miejsce | Reprezentacja     | Punkty | Punkty | Punkty | Punkty | Punkty | Punkty | Punkty | Punkty | Punkty |
| Miejsce | Reprezentacja     | USA    | DUB    | ZAF    | NZL    | AUS    | CAN    | FRA    | HKG    | Ogółem |
| ------- | ----------------- | ------ | ------ | ------ | ------ | ------ | ------ | ------ | ------ | ------ |
| 1       | Nowa Zelandia     | 16     | 20     | 20     | 20     | 20     |        |        |        | 96     |
| 2       | Australia         | 18     | 14     | 18     | 14     | 16     |        |        |        | 80     |
| 3       | Kanada            | 10     | 18     | 16     | 18     | 18     |        |        |        | 80     |
| 4       | Francja           | 14     | 12     | 14     | 16     | 14     |        |        |        | 70     |
| 5       | Stany Zjednoczone | 20     | 16     | 12     | 12     | 6      |        |        |        | 66     |
| 6       | Rosja             | 8      | 10     | 6      | 8      | 8      |        |        |        | 40     |
| 7       | Fidżi             | 1      | 8      | 10     | 6      | 12     |        |        |        | 37     |
| 8       | Anglia            | 4      | 4      | 8      | 10     | 10     |        |        |        | 36     |
| 9       | Hiszpania         | 12     | 6      | 4      | 3      | 3      |        |        |        | 28     |
| 10      | Irlandia          | 6      | 3      | 2      | 2      | 2      |        |        |        | 15     |
| 11      | Japonia           | 3      | 1      | –      | –      | 4      |        |        |        | 8      |
| 12      | Brazylia          | 2      | 2      | 1      | 1      | 1      |        |        |        | 7      |
| 13      | Chiny             | –      | –      | –      | 4      | –      |        |        |        | 4      |
| 14      | Południowa Afryka | –      | –      | 3      | –      | –      |        |        |        | 3      |